# روکولاهتی
روکولاهْتی (به فنلاندی: Ruokolahti) یک منطقهٔ مسکونی در فنلاند است که در کارلیای جنوبی واقع شده‌است.